# دوباميني الفعل

الصيغة الكيميائية للناقل العصبي دوبامين.

دوبامينيّ الفعل تعني «ذو صلة بالدوبامين» (وحرفيا «يعمل على الدوبامين»)، والدوبامين هو ناقل عصبي أحادي الأمين شائع. تزيد المواد أو الأفعال دوبامينية الفعل النشاط المتعلق بالدوبامين في الدماغ، وتُسهل البنى الدماغية دوبامينية الفعل النشاط المتعلق بالدوبامين. على سبيل المثال: يمكن أن تُصنَّف بعض البروتينات مثل ناقل الدوبامين (DAT)، ناقل أحادي الأمين الحويصلي 2 (VMAT2)، ومستقبلات الدوبامين عى أنها دوبامينية الفعل، وكذلك الأمر بالنسبة للعصبونات التي تخلِّق أو تحتوي على الدوبامين والمشابك التي تحتوي على مستقبلات الدوبامين. الإنزيمات التي تنظم التخليق الحيوي وأيض الدوبامين مثل نازعة كربوكسيل L-الحمض الأميني العطري (نازعة كربوكسيل دوبا)، أكسيداز أحادي الأمين (MAO)، ناقل O-ميثيل-كاتيكول (COMT) يمكن أن يشار إليها بدوبامينية الفعل كذلك. أيُّ مادة كيميائية داخلية أو خارجية المنشأ تعمل على التأثير على مستقبلات الدوبامين أو تحرير الدوبامين عبر أفعال غير مباشرة (مثل: العصبونات التي تتشابك مع عصبونات تحرر الدوبامين أو تعبر عن مستقبلات دوبامين) يمكن القول كذلك بأنها تملك تأثيرات دوبامينية الفعل، من الأمثلة على ذلك: أشباه أفيونيات التي تزيد تحرير الدوبامين بشكل غير مباشر في أنظمة المكافأة، وبعض الأمفيتامينات التي تزيد تحرير الدوبامين بشكل مباشر عبر الارتباط بـVMAT2 وتثبيطه.